# Petr ze Stupna
Petr ze Stupna († 1407) byl český teolog, kazatel a hudebník. Jan Hus ho nazýval „hudebníkem nejlahodnějším“ či „kazatelem nejhorlivějším“.

## Život
V roce 1386 vystudoval na pražské univerzitě bakaláře a roku 1389 získal titul mistra svobodných umění. Poté se rovněž stal bakalářem teologie a následně i profesorem teologie. Byl rovněž spolužákem Jana Husa. Roku 1396 vykonával funkci examinátora artistů na Karlově univerzitě. V roce 1402 působil jako kazatel u sv. Víta na Pražském hradě. K roku 1406 je zaznamenán v úřadu kazatele na kněžských synodách či univerzitních mších. Společně s ostatními duchovními odporoval odebírání majetku poddaným šlechtou pomocí odúmrtě.

## Dílo
Petru ze Stupna je připisováno autorství mnoha kázání a spisů o biblických tématech. Sepsal výklad Matoušova evangelia. Pravděpodobně zpracoval i spis Utrum vita activa sit eligilior quam vita contemplativa.